# Brasilianische Squashnationalmannschaft
Die brasilianische Squashnationalmannschaft ist die Gesamtheit der Kader des brasilianischen Squashverbandes Confederação Brasileira de Squash. In ihm finden sich brasilianische Sportler wieder, die ihr Land sowohl in Einzel- als auch in Teamwettbewerben national und international im Squashsport repräsentieren.

## Historie
Brasilien nahm erstmals 1987 an der Weltmeisterschaft teil, wo sie mit dem 17. Platz auch ihre bis heute beste Platzierung erreichte. Die zweite Teilnahme folgte erst 1993, mit weiteren Teilnahmen 1995 und 1997.
An Panamerikameisterschaften nimmt Brasilien regelmäßig teil, eine Platzierung unter den besten zwei Mannschaften erreichte es aber bislang nicht. Bei den Panamerikanischen Spielen erreichte Brasilien derweil mehrfach die Medaillenränge. Bei den Herren gewann die Mannschaft 1995, 2007 und 2011 die Bronze- sowie 1999 und 2003 die Silbermedaille. Die Damenmannschaft gewann 1999 und 2003 jeweils Bronze.

## Bilanz
| Herren                            |                   |                    |                    |                    |                    |
| Jahr                              | Austragungsort    | Runde              | Platzierung        | Siege              | Niederlagen        |
| 1967 bis 1985: nicht teilgenommen |                   |                    |                    |                    |                    |
| 1987                              | London            | Gruppenphase       | 17.                | 4                  | 4                  |
| 1989                              | Singapur          | nicht teilgenommen | nicht teilgenommen | nicht teilgenommen | nicht teilgenommen |
| 1991                              | Helsinki          | nicht teilgenommen | nicht teilgenommen | nicht teilgenommen | nicht teilgenommen |
| 1993                              | Karatschi         | Gruppenphase       | 25.                | 3                  | 1                  |
| 1995                              | Kairo             | Gruppenphase       | 22.                | 4                  | 2                  |
| 1997                              | Petaling Jaya     | Gruppenphase       | 30.                | 1                  | 5                  |
| ab 1999 nicht mehr teilgenommen   |                   |                    |                    |                    |                    |
| Gesamt                            | 4 / 26 Teilnahmen | 4 / 26 Teilnahmen  | 0 Titel            | 12                 | 12                 |